# 주세진
주세진(朱世珍, 1283년 - 1344년)은 명나라의 추존황제이다. 원나라의 가난한 농부 출신으로, 희조 유황제(熙祖 裕皇帝)에 추존된 주초일(朱初一)의 둘째 아들이며, 홍무제 주원장의 부친으로, 본래의 이름은 주오사(朱五四)이다.

## 생애
주세진은 사주(泗州) 우이현(盱眙縣)에서 태어났다. 가난한 소작농으로 살면서 가족의 생계를 책임져야 했기에 자주 이사를 다녔다. 우이현에서 영벽현(靈璧縣)으로 이사하였고, 곧이어 홍현(虹縣)으로 이주하였으며, 50셍에는 종리현(鍾離縣) 동향(東鄕)으로 와서 농사를 지었다가 지주에게 소작권을 박탈당하고 서향(西鄕)으로 이주, 후에 고장촌(孤莊村)으로 이주하였다.
그의 가족은 가난한 농부로 주원장이 16세일 때 황하가 범람하여 아이들만 남기고 타계하였다.
그의 아내는 진씨로 아들 사형제와 2녀가 있었는데, 사후 장례비와 매장할 땅이 없어서 이웃 농부 유씨의 땅에 헝겊으로 싸서 매장하였다. 뒤에 주원장은 부친의 황릉비를 쓰면서 관곽도 마련못해 썩은 헝겊에 싸서 매장하였노라며 오열하였다 한다. 주원장은 즉위하자마자, 아버지와 어머니인 주세진과 진씨를 각각 인조순황제(仁祖淳皇帝)와 순황후(淳皇后)로 추존하였다. 그가 사망하자 주원장은 그의 형인 백부댁에 가봤으나, 사촌과 조카들도 일찍 죽었고, 그의 동생이자 숙부인 주오일(朱五一, 수춘왕(壽春王)에 추증됨) 일가나 외가 역시 빈한하였으므로, 오갈곳이 없던 주원장은 탁발승이 되었다. 능은 황릉이다.

## 가계

### 조상
- 고조: 주중팔(朱仲八)
- 고조모: 진씨(陳氏)
- 증조: 주백륙 - 덕조(德祖)
- 증조모: 현황후(玄皇后) 호씨(胡氏)
- 조부: 주사구 - 의조(懿祖)
- 조모: 환황후(桓皇后) 후씨(侯氏)
- 부황: 주초일 - 희조(熙祖)
- 모후:  유황후(裕皇后) 왕씨(王氏)

### 부인
- 순황후 진씨(淳皇后 陳氏)

### 황자
1. 남창왕(南昌王) 주흥륭(朱興隆, ? ~ 1344년)
2. 우이왕(盱眙王) 주흥성(朱興盛)
3. 임회왕(臨淮王) 주흥조(朱興祖)
4. 홍무제(洪武帝) 주원장(朱元璋)

### 황녀
1. 태원장공주(太原長公主)
2. 조국장공주(曹國長公主) 주불녀(朱佛女, 1317년 ~ 1351년) - 명나라 건국 이전에 사망함.